# Закон України «Про авторське право і суміжні права» (2022)
Закон України «Про авторське право і суміжні права» — Закон України, що регулює відносини щодо набуття, здійснення та захисту особистих немайнових та майнових авторських та/або суміжних прав, а також щодо прав особливого роду (sui generis), пов'язаних зі сферою авторського права та/або суміжних прав.
Закон є одним з «євроінтеграційних» законопроєктів, прийняття яких сприяє виконанню рекомендацій Єврокомісії щодо подальшої перспективи членства України в Європейському Союзі.

## Зміст
Закон складається з 58 статей у шести розділах:
Розділ I. Загальні положення
Розділ II. Авторське право
Розділ III. Суміжні права
Розділ IV. Здійснення майнових прав на об'єкти авторського права і об'єкти суміжних прав
Розділ V. Захист авторського права і суміжних прав
Розділ VI. Прикінцеві та перехідні положення.

## Предмет регулювання
Закон врегульовує:
- механізми охорони об'єктів авторського права;
- питання, пов'язані з виникненням і здійсненням авторського права;
- особливості авторського права на службові твори;
- особливості авторського права на твори, створені за замовленням;
- особливості авторського права на аудіовізуальні твори, музичні недраматичні твори, складені твори, похідні твори, комп'ютерні програми, бази даних;
- випадки та особливості вільного використання творів;
- перехід авторського права у спадщину;
- визнання творів та об'єктів суміжних прав сирітськими;
- перехід творів і об'єктів суміжних прав у суспільне надбання;
- випадки та особливості вільного використання об'єктів суміжних прав;
- особливості здійснення авторами права на частку від суми продажу оригіналу твору мистецтва (право слідування);
- особливості здійснення авторського права і суміжних прав права на винагороду;
- особливості здійснення майнових прав на об'єкти авторського права і суміжних прав;
- передання (відчуження) майнових прав на об'єкти авторського права і суміжних прав;
- механізми захисту авторського права і суміжних прав;
- порядок припинення порушень авторського права і (або) суміжних прав з використанням мережі Інтернет;
- особливості укладання договорів щодо розпоряджання майновими правами на об'єкти авторського права або суміжного права та договорів у сфері колективного управління майновими правами на об'єкти авторського права і (або) суміжних прав, порядок збирання, розподілу і виплати організаціями колективного управління винагороди на користь правовласників[2].

## Відмінності від попереднього Закону
Попередній Закон був прийнятий 1993 року та витримав більше 15 поправок. Накопичені проблеми авторського права в Україні та помилки в законодавстві потребували приведення норм у відповідність до сучасних викликів.
Закон, зокрема, деталізує, що літературні твори можуть існувати як у письмовій, так і в електронній (цифровій) чи іншій формі. У ньому міститься визначення фотографічного твору поряд з положенням про те, що до об'єктів, які не охороняються авторським правом, належать фотографії, що не мають ознак оригінальності (не є фотографічними творами). Отже, не кожне фото захищається авторським правом.
Нова редакція є більш універсальною щодо перекладів і захищає як переклади українською мовою, так і переклади з неї. Іншою новелою стало розширення поняття база даних. Авторським правом охороняються бази даних, які за добором або упорядкуванням їх складових частин є результатом інтелектуальної діяльності.
Водночас, проєкти актів органів державної влади, органів місцевого самоврядування віднині не охороняються авторським правом.
До предмета відання Закону включені «неоригінальні об'єкти, згенеровані комп'ютерною програмою (програмами)». Неоригінальними ці об'єкти є тому, що вони генеруються комп'ютерною програмою самостійно, без участі особи у її створенні, без творчого підходу, після автоматичного аналізу певних даних — фото та відео (див. Штучний інтелект). Результати діяльності таких програм охороняються правом особливого роду (sui generis) — у результаті створення неоригінального об'єкта особисті немайнові права не виникають, адже ці права можуть виникнути лише у фізичної особи. Втім деякі суб'єкти (автори комп'ютерної програми) можуть користуватися правом особливого роду на такий неоригінальний об'єкт і мати певний обсяг майнових прав.